# Lelé
Lelé, właśc. Manoel Pessanha (ur. 23 marca 1918 w Barra Mansa – zm. 16 sierpnia 2003 w Rio de Janeiro) – piłkarz brazylijski, występujący podczas kariery na pozycji napastnika.

## Kariera klubowa
Piłkarską karierę Lelé rozpoczął w Madureirze Rio de Janeiro w 1939 roku. W 1943 roku przeszedł do lokalnego rywala – CR Vasco da Gama. Podczas tego okresu Lelé wygrał z Vasco da Gama dwukrotnie mistrzostwa stanu Rio de Janeiro – Campeonato Carioca w 1945 i 1947 roku. Później występował jeszcze w CR Flamengo, Ponte Preta Campinas i São Paulo FC.

## Kariera reprezentacyjna
W reprezentacji Brazylii Lelé zadebiutował 10 marca 1940 w meczu z reprezentacją Argentyny, którego stawką było Copa Julio Roca 1940. Na następny występ w kadrze musiał czekać do 14 maja 1944, kiedy to zagrał w meczu z reprezentacją Urugwaju, w którym strzelił swoją jedyną bramkę w reprezentacji. W 1945 roku zdobył z Brazylią Copa Julio Roca 1945 po pokonaniu Argentyny. Mecz z 16 grudnia 1945 był ostatnim jego meczem w reprezentacji.
W 1946 roku Lima uczestniczył w turnieju Copa América, na którym Brazylia zajęła drugie miejsce. Na tym turnieju Lelé był rezerwowym i nie wystąpił w żadnym meczu.
Ogółem w reprezentacji wystąpił w 4 meczach i 1 bramkę.